# 高杉麻里
高杉 麻里(たかすぎ まり、1998年1月30日 - ) は、日本の元AV女優。フォーティーフォーマネジメントに所属していた。趣味はカラオケと料理である。

## 略歴
2017年11月7日にMOODYZからデビュー。デビュー時はメガネの女子大生という設定だった。デビュー半年で50本越えしたキカタン界の超新星。名前の出ない作品にも多数出演する。2018年10月21日のイベント帰宅後に体調を崩し、同月27日に開催されたイベントをドタキャンした。その後、体調不良で休養に入り、同年11月8日に行った現状報告の中でストレスのため円形脱毛などの異常が出たことなどを明らかにした。復帰の時期は未定であることを同年12月19日付のインタビューにて明らかにしている。
2018年12月、FANZAが発表する2018年通販フロア・年間AV女優ランキングベスト100で第9位を獲得。同年12月25日にキカタン2.0アウォーズの「美少女部門賞」を受賞。2019年2月、このエロVRがすごい!2018年下半期作品部門にて『KMP VR 2周年記念作品！究極のピースフルオフパコ開催スペシャル！！』が1位を獲得。
2019年4月、台湾のSETN三立新聞網は高杉の特集記事を掲載し、最近になって高杉がスタジオに復帰したと報道している。
2020年3月12日、自身のTwitterで、2020年4月26日のイベントをもってAV女優を引退することを発表。新型コロナウイルス感染拡大の影響を受け引退イベントが無期限延期となる。新規撮影はないものの、イベント終了まではAV女優の肩書を使用予定。4月25日のツイキャス配信では引退後も事務所に籍を置くことを告知した。2020年の引退以降は再編集の作品のみで新作はない。
2022年9月、自身のXで第一子の出産を報告。
2023年5月の朝鮮日報では韓国での活躍、知名度の高さが報道された。

## 人物
共演作も多い枢木あおいはプライベートでも遊ぶ親友。元々面識などはなく、とあるオムニバス作品の撮影で偶然知り合った（枢木によると「メイクルームが一緒だった」）が「一緒にいて楽」な仲だと述べる程に仲良くなっている。初めて枢木とのレズ作品のオファーが来た際については「仲の良い子とやるということで最初は戸惑ったがやってみたら楽しかった」意の発言をしている。2人の引退後も親交は続いている。
中の人の誕生日は1998年1月30日で外向けプロフィールと同年齢。これはAV女優としては珍しいことである。
上記は誤りである。デビュー時、誕生日は1999年02月18日としていたが、2018年5月3日のイベントで1才年をごまかしていた(実際は1998年02月18日)と報告。それによりファンとイベント参加者と楽しくお酒を飲めることになった。
デビュー作を含め眼鏡の役柄も多いが、これはプライベートでもかけており、スタッフが役柄を寄せたことがきっかけ。
youtubeチャンネルを開設している。韓国語に非常に造詣が深く、自身のyoutubeも韓国語字幕を付けて日本語で話すと言う珍しい形でアップロードしていたが、2021年4月の更新を最後に一年以上更新がない状態となっている。

## 出演作品

### アダルトDVD
- 本屋で働く地味っ娘だけど、脱いだら超絶品ボディ!!膣奥大好き女子大生は、AV男優にバックでガンガン突いてもらいたくてAV出演!! 高杉麻里(11月7日、MOODYZ)
- ザ・マジックミラー 顔出し！女子大生限定 徹底検証！男女の友情は成立する！？友達関係のリアル素人大学生が日本一エロ～い車の中で二人っきり 8 人生初の真正中出しスペシャル！in池袋（12月7日、ディープス）全6名
- 羞恥！彼氏連れ素人娘をマシンバイブでこっそり攻めまくれ！14 素人VSマシンバイブ 激安居酒屋にマジックミラー特設スタジオを設置 クリスマスだよ！本物夫妻！聖夜の泥酔奥さま、性欲に火をつけたら旦那さんの目の前でネトラレSEXしちゃうのか！？ 38SEX！10時間2枚組（12月21日、サディスティックヴィレッジ）全64名
- 羞恥!ある日突然男女社員混合 強制OL健康診断 スペシャル 2枚組(12月21日、サディスティックヴィレッジ) 多数出演
- 程よいムッチリ感のロリ巨乳女子大生がまさかの1本限定AVデビュー まいちゃん（12月25日、E-BODY）
- 欲求腐満子 まり（19歳） エッチは好きなんですが、中でイッたことがありません。今まで演技してましたが、本当はイッてみたいです。イカせてもらえますか？（12月25日、ティーチャー/妄想族）

- 暇な女子大生と出会ったその日に1日中ナマで犯りまくる 日常がつまらないと感じている少女を捕まえてめちゃめちゃにヤル。 高杉麻里(1月7日、本中)
- 結婚直前の蜜月、毎晩旦那さんに愛されて最高感度になっている新妻2 ブライダルエステで油断したところに美人エステティシャンにレズプレイ仕掛けられたら気持ち良すぎてマシンバイブもすんなり受け入れる（1月11日、サディスティックヴィレッジ）全6名
- ブルセラ売りに来た大人しめなオタク女子を強引にSEX撮影してみた件 まり（1月19日、エンペラー）
- 今、失踪した大切な彼女のレイプ映像がDVDで送りつけられてきた...犯され、輪わされ、絶頂させられ、徹底的に淫乱調教されていた... 高杉麻里(1月25日、オーロラプロジェクト)
- 「『あなた本当に初めて?』童貞になりすました患者に激しく突かれ無言の絶叫をくり返す『初物食い』好き夜勤看護師」VOL.1(2月8日、DANDY) 全4名
- 僕の彼女がエロくて可愛いので自慢したくて曝します 麻里（2月19日、素人日記）
- 絶縁覚悟！！！！デートレイプ友達や元カレの望まぬ性交にパニック寸前で感じまいと拒絶し続ける女たち（2月22日、ナチュラルハイ）全4名
- 両親の居ない日、僕は妹と精子が枯れるまで1日中ヤリまくった。 高杉麻里(2月23日、TMA)
- ロリ専科 素朴美少女 －帰省してきた姪っ子が見ない間に大人っぽくなっていた－ ひとりっ子 まり 高杉麻里 (3月1日、グレイズ)
- 彼氏の極小チ○ポに欲求不満な妹は、偶然見た僕のデカチンに釘付け!?ついに我慢できなくなったのか夜中僕の布団に潜り込んできて… 枢木あおい・高杉麻里・深見らん (3月2日、プレステージ) 全3名
- 勃起をさせて笑みを浮かべる。痴女っ子ローリータ。まり 高杉麻里(3月7日、ダスッ!)
- 舐め廻しJ○痴漢2 耳・首・顔・脇・乳首をしゃぶられ嫌なのにマ○コを濡らすウブ娘6名を発掘！（3月8日、ナチュラルハイ）全6名
- 可愛いペットが全員カワイイ女の子に!全員に中出ししちゃう!夢のペットとハーレムSEX三昧ライフ(3月9日、ケイ・エム・プロデュース) 全4名
- 女の子になった発情期のドM子猫ちゃん まり 無邪気にチ○ポ欲しがるスケベちゃんお仕置きするとビクビク痙攣イキまくり!! 高杉麻里(3月13日、MOODYZ)
- 女子体育大学に通う運動部JDは性欲の鍛え方も並じゃない！！性欲モンスターJDの体育会系SEX！！（3月23日、ケイ・エム・プロデュース）全4名
- 孕ませ美少女8人4時間 オヤジの生チ○ポで種付け撮り8連発！（3月23日、S級素人）全8名
- 友達以上恋人未満な素人大学生限定企画！！「カップルのボーダーラインはどこだ！？」と称して謝礼を払うので新商品のコンドーム耐久テストを兼ねて素股までお願いしていたらヌルッと入ってしまった！！（3月23日、S級素人）全4名
- ロリ専科 人懐っこく素直でエッチな義娘と中出し近親相姦 まり 高杉麻里(4月1日、グレイズ)
- 指だけで何度もイキまくるオナニー大好き女子●生12人がカメラ片手にぴちゃぴちゃオマ●コ絶頂! 自撮り投稿オナニー4時間(4月1日、グレイズ) 全12名
- 母の再婚でいきなり出来たロリコン義兄に執拗に変態行為を強要され疼きが止められない身体にされた純粋無垢妹 高杉麻里・西野たえ(4月6日、プレステージ)
- あの美少女宇宙戦隊レンジャー中の人を24時間連れ回し!連続ガチ挿入で痙攣イキっぱ!発射シークエンス生本番カウントダウン10秒前! 高杉麻里(4月7日、桃太郎映像出版)
- 見た目地味なのに絶頂懇願しながらグイングインうねる結合部こねくり性交 高杉麻里(4月7日、MOODYZ)
- 禁欲絶倫オヤジの中出しを全て受けとめてくれる敏感イクイク女子大生 高杉麻里(4月7日、ワンズファクトリー)
- 【極限寸止め】 専門学生の地味子ちゃんが寸止めされまくって痙攣しながらガチイキ1 高杉麻里(4月12日、アキノリ)
- ニーハイ×太もも=絶対領域 街で見かける通学途中のアノ娘のシコりたくなる脚 高杉麻里・河原かえで・海空花 (4月12日、アキノリ) 全3名
- 彼女のお姉さんは巨乳と中出しOKで僕を誘惑 高杉麻里(4月17日、OPPAI)
- 120％リアルガチ軟派伝説 vol.59 2年ぶりの岐阜は巨乳祭り！！＆4人中出し成功！！（4月20日、プレステージ）全4名
- SEX専用オマ○コ奴隷 ザーメン&小便ぶっかけ肉便器 高杉麻里(4月25日、セレブの友)
- 密室で乳首をいじられ失禁イキしながら発情する女子○生2 ～エレベーター、ゴミ捨て場、公衆トイレ、試着室～（4月26日、ナチュラルハイ）全4名
- 最強属性21 高杉麻里(2018年4月27日、プレステージ)
- ロリ専科 オマ●コ壊さないでください!いいなり純朴ドMっ娘 高杉麻里(5月1日、グレイズ)
- 初めての快楽を覚えた義娘 変態義父の禁断映像 高杉麻里・浅田結梨(5月1日、グレイズ)
- 地元のDQN達に彼女を奪われて何も出来ない僕。 高杉麻里(5月1日、MOODYZ)
- 嫌いな義父に夜這いされて… 高杉麻里(5月1日、ワンズファクトリー)
- 舐められざかり 高杉麻里(5月4日、ドリームチケット)
- 『愛し合う夫婦が残したいメモリアルヌードフォト』と題された雑誌の企画と妻を騙し、絶倫チ○ポ男と素肌密着偽撮影会で寝取られ検証!!旦那よりも若くてカチカチに反り返ったチ○ポがマ○コまで3cmに超接近して奥さん急激欲情!? 2(5月4日、プレステージ) 全4名
- 彼氏持ちだけど押せば意外とヤレる女友達！終電をなくして家についてきた女友達2人。絶対エッチはしない雰囲気を出している彼氏持ちの2人だけど、酔った勢いでひたすら頼み込む！「パンツ見せて！」「オッパイ見せて！」断りながらも、なんだかんだでOK。最後の…（5月7日、お夜食カンパニー）全4名
- 「ひょっとしてそのプルンっと突き出したお尻はボクを誘惑してるの？？」2 ●校で影の薄いボクの唯一の自慢は幼馴染が異様に可愛くてスタイルが良い事！そして何より幼い頃からボクの味方でいつも優しい！！そんな幼馴染は今でもボクの部屋に気軽に遊びに来る！しかも…（5月7日、Hunter）全5名
- リアル素人縁結び企画 憧れの同僚社員とデキるかな お節介すぎるほどお世話します 二人っきりにさせて生盗撮5（5月10日、ホットエンターテイメント）全4名
- 「久しぶりに一緒に入ろう」と誘ってきたお姉ちゃんとローション風呂 滑る快感が理性を狂わせる密着お漏らしセックス（5月10日、ナチュラルハイ）全4名
- 【リアル円女】未〇年と円光・即パコ♪（吹奏楽部　かえで・元新体操部　はな・帰宅部　麻里）河原かえで・海空花・高杉麻里（5月10日、アキノリ）全3名
- 新任女教師 高杉麻里 マシンバイブ調教×催淫三角木馬×危険日中出し15連発 そのすべてで潮!潮!潮!29(5月10日、サディスティックヴィレッジ)
- パンチラ撮り放題で有名な無防備コスプレイヤーと僕の家賃1万5千円の風呂なし部屋で二人きり 『結果、無洗包茎チ○ポを何度も愛してくれるマジ天使でした』高杉麻里（5月10日、DANDY）※配信版は題名、パッケージが異なります
- 石和温泉で見つけた卒業旅行中の美巨乳女子学生のお嬢さん タオル一枚 男湯入ってみませんか？＋過激すぎて未公開だった（秘）映像を一挙大公開 40回記念 12名2枚組8時間SP（5月10日、SODクリエイト）全12名
- 誕生日の彼女を驚かせようと部屋にこっそり入って待機してたら、彼女が僕の友人と二人で帰ってきて…僕はとっさにベッドの下に隠れてしまったのです。 高杉麻里(5月13日、アリスJAPAN)
- 連続射精するほど快感悶絶!!こねくり回しお掃除フェラ 高杉麻里(5月13日、MOODYZ)
- ガチナンパ！八王子産直！イっても止めない抜かずの奥突き鬼ピストン（5月15日、ピーターズ）全5名
- 凄テクのフェラチオで射精させて、さらにはチ○ポに跨り生ハメすると近親相姦を愉しみながら腰振る小悪魔痴女 高杉麻里(5月19日、エンペラー/妄想族)
- 【神エロボディ】スタイル抜群の激カワ娘がキメパコ快楽中毒!ドスケベボディが痙攣しまくり快楽絶頂!ナマチ○ポで昇天を繰り返すドスケベ中出し交尾 高杉麻里(5月19日、チキチキカマー/妄想族)
- 絶対に逃げられない！壁際膝立ちバックハードピストン痴漢（5月19日、Apache）全5名
- ワタシのSEX撮ってください。AVに自ら応募してきた一般女性それぞれのワケありSEXドキュメント ハメ撮りが趣味の大学生カップル さやか・ドM調教願望を叶えたい女子大生 りさ・結婚式直前にAV男優とメモリアルSEX あいな・妻子持ち男性との不倫SEX隠し撮り めぐみ（5月19日、ディープス）全4名
- 「バレなきゃいいじゃない♪」妻の目を盗んで誘惑してくる嫁の友達とやっちゃった俺 2 高杉麻里・川口ともか・沖田里緒 (5月24日、アキノリ) 全3名
- 「お仕事お疲れさま! これから何がしたい?」今日は終電まで人気AV女優があなたのアフター5彼女 わがままデートプランでず~っと一緒に癒しのイチャラブご奉仕ヌキ! 高杉麻里・なごみ・椎葉みくる (5月24日、SODクリエイト) 全3名
- 父の日にうぶな愛娘と近親相姦 母さんほどに成長したおっぱい、チラ見えパンティにフル勃起 許されない事だからと素股までのつもりが娘のトロトロ桃色ま○こに（5月25日、ケイ・エム・プロデュース）全4名
- 街角シロウトナンパ！vol.11～バイト女子ナンパ編～（5月25日、プレステージ）全5名
- 声出したら中に出すぞ!!追い詰め孕ませレ×プ~ストーカーに脅された女子大生~ 高杉麻里(5月25日、本中)
- 僕を助けてくれる幼なじみがいじめっこに犯されているのを見て勃起した 高杉麻里(6月1日、MOODYZ)
- 俺のエロビデオ 高杉麻里（6月1日、ドリームチケット）
- 女子大生完全強姦 高杉麻里(6月7日、アタッカーズ)
- こんな娘はすぐヤれる！！オナニー週6回でも満たされない！パンチラ撮り放題で有名な無防備コスプレイヤー（ハート）まき20歳 T166 B85（E-CUP） W60 H86 高杉麻里(6月7日、DANDY)
- 王様ゲームで王様になった兄の命令に、2日間ず~っと従い続ける超兄思いの妹。 高杉麻里(6月13日、MOODYZ)[17]
- 私と娘の中出し調教ノート 高杉麻里(6月19日、エムズビデオグループ)
- 世界で一番クリが擦れて女の子が気持ちいい体位 激しい腰振りで超イキまくるクロスボンバー中出しSEX 高杉麻里(6月19日、ROOKIE)
- 集団生姦サークルOG（6月22日、TMA）全4名
- 息子の嫁 高杉麻里(7月1日、プラネットプラス)
- おま●こ取扱説明書 5(7月1日、グレイズ) 全20名
- 小悪魔挑発美少女 高杉麻里(7月1日、MARRION)
- 絶頂しながら喘ぎフェラ 感じながら悶絶吸引する俺のメイド 高杉麻里(7月1日、MOODYZ)
- 美脚×競泳水着×パンスト眼鏡 高杉麻里(7月6日、クリスタル映像)
- 乳首いじり失禁アクメ(7月6日、OFFICE K'S) 全5名
- 制服美少女の電車パンチラ ミニスカむっちり美脚の奥に覗く純潔パンティを画面いっぱいでじっくり抜きたい貴方へ(7月6日、OFFICE K'S) 全10名
- 裏風俗 竿・金玉・アナルの三点を舐めてくれる上に、内緒で中出しセックスまでさせてくれるツーランク上の超濃厚サービスで、一度行ったら絶対ハマってしまう（7月6日、OFFICE K’S）
- セックスってゴムと生どっちが気持ちいいの？超真面目な進学クラスの女子が、保健の授業で性教育を学んだみたい。でも皆あまりにも性経験値が低い学生生活のため分からないことだらけ。そんな彼女たちが放課後、居残りしていたボク（クラスで唯一の男子）を呼び止め…（7月7日、Hunter）全6名
- 女子マネージャー痴漢 野球部、バスケ部、サッカー部（7月12日、ナチュラルハイ）全3名
- 私、実は夫の上司に犯され続けてます… 高杉麻里(7月13日、溜池ゴロー)
- 街角シロウトナンパ！vol.17お金の為だと割り切って友達同士で相互オナニーしてください！（7月13日、プレステージ）全5名
- 時間停止 生意気JDにタダマン中出し 高杉麻里(7月19日、エムズビデオグループ)
- 乳首こねくり回し感じまくり電車痴漢 2（7月19日、Apache）全5名
- 「ねえ、おちんちんにもチューしてあげよっか？」昔からボクの事が可愛くて仕方なくていつまでも子供扱いする姉が久しぶりに実家に帰ってくると、余りの嬉しさからかほっぺにスリスリしてくるんです！それだけならまだしも実家に滞在中は挨拶みたいにほっぺにチューして…（7月19日、Hunter）全5名
- 素人娘のフェラチオが上手すぎる！！ 4（7月20日、OFFICE K’S）全10名
- 完全ノーカット撮影 本気で何度も絶頂するディルドオナニー（7月20日、OFFICE K’S）全5名
- あの日、大学の飲み会が中出し輪姦サークルに変わった。 高杉麻里(7月25日、本中)
- 今の私が嫌いです。だから、開発して下さい…。~地味妻が淫靡なメスへと変わる時…~ 高杉麻里(7月25日、マドンナ)
- 私が何度もアクメる姿を見てください 高杉麻里(7月25日、えむっ娘ラボ)
- 泥酔×意識不明子 新宿の路上で拾った会社員風の女［まり］と出会い系アプリで見つけたJD［むつき］ 高杉麻里・荻野むつき（7月25日、ティーチャー/妄想族）
- 父子家庭の一人娘 片親の家庭環境で育まれた父親思いで真面目な女の子 まりちゃん 高杉麻里(7月25日、JUMP)
- 教え子と子作り新婚生活 高杉麻里(7月26日、アイエナジー)
- いかん。 デカケツを愛する兄が、妹の尻を大きく育てすぎた。 高杉麻里(8月1日、MOODYZ)
- 「リゾートバイト先で女子大生とヤりまくりSP 行ってみたら温泉スパで採用されてた男は僕ひとり」VOL.1（8月1日、DANDY）全5名
- 女優に「どんなフェラチオをすればいいかわかんないぃんで実演して見せてくれません？」と言われあわてた監督に「お前、脱げ…監督になる為の登竜門だぞ」と言いくるめられ嫌々チ○ポをしゃぶったあげく（8月1日、サディスティックヴィレッジ）全8名
- 敏感…っていう、君のその悪い癖。 高杉麻里(8月3日、ワープエンタテインメント)[18]
- 庭で水遊びをしていた妹と友達がビショ濡れになって下着が丸見え！？真夏日が続くなか「あつ～い」と妹はクラスの女友達と一緒に庭で水遊び！？無防備にはしゃいでいるものだからパンツ丸見え！しかも悪ノリしてどんどんエスカレートしブラが透けて丸見えになるほどビショ…（8月7日、Hunter）全6名
- 『えっ！？私みたいなおばさんで興奮してるの…？』満員電車で偶然、若い男の部下の手が胸に触れたまま密着してしまった女上司は、思わず勃起してしまうウブな部下に『私、おばさんよ…？』と言いつつも久しぶりに胸を揉まれる感触に発情が止まらない！電車が揺れる度に…（8月7日、Apache）全5名
- サエない僕に同情した女子○生の妹に「擦りつけるだけだよ」という約束で素股してもらっていたら互いに気持ち良すぎてマ○コはグッショリ!でヌルッと生挿入!「え!?入ってる?」でもどうにも止まらなくて中出し! 5（8月9日、アイエナジー）全4名
- 女子○生の野ション尻に我慢できず媚薬を塗ったチ○ポで即ハメ！逃げても消えぬ催淫効果で発情オナニーが止まらない（8月9日、ナチュラルハイ）全3名
- 4人でルームシェアする痴女っ娘たちの自宅中出し合コン(8月10日、ケイ・エム・プロデュース) 全4名
- うぶな女子●生に強制イラマチオで口淫発情！犯されることに興奮しグチョグチョに濡れたマ●コを自らイジり出す！最後は大量顔射＆中出し計8発！（8月10日、ケイ・エム・プロデュース）全3名
- 男達の性玩具 黒髪美少女はオナペット まり18歳 高杉麻里(8月13日、イノセント/HERO)
- 未だに現役で母さんを抱きまくる僕の絶倫オヤジに嫁が欲情して危険日狙って中出し逆夜這い 高杉麻里(8月13日、溜池ゴロー)
- 第4回ノーパンスウェット染みたら負けよ電マ濡れ我慢対決（8月13日、はじめ企画）全4名
- 資産家オヤジならデキる!テニサーJD大人買い中出し 三田杏 高杉麻里(8月19日、エムズビデオグループ)
- 可愛い顔してデカ尻!! 高杉麻里(8月19日、MARRION)
- 女監督トラ子の女の子同士だから女子会ノリでぶっちゃけドスケベ体験◆今話題の乳首オナニー「チクニー」してみませんか？でも、ムラムラして…（8月19日、ATOM）全5名
- 「約束が違うよ！擦り付けるだけって言ったでしょ？ダメ！そんなに動かしたら本当に挿っちゃうよ！！」心優しい同級生と素股していたらヌプヌプで…（8月19日、Hunter）全5名
- 小悪魔的で超カワイイ巨乳過ぎる義妹は実はヤリマン！そんな危険な義妹と狭いお風呂で二人きりで人生最大のピンチ！！突然出来た義妹は可愛くて超巨乳…（8月19日、Hunter）全5名
- 全て撮り下ろし！パンツ内大量射精痴漢5 被害者11人SP！色んな所で色んな女の子にパンツ内大量射精してきました！（8月19日、Apache）全11名
- 高杉麻里 朝から晩まで中出しセックス 33(8月23日、アイエナジー)
- ノックせずにドアを開けると目の前に無防備な姿の女が…二人きりの密室で勃起したチ○ポに発情した女がねっとりフェラ対応してくれた(8月23日、アキノリ) 全10名
- 先生の透けパンチラが誘惑してきてる! 高杉麻里(8月25日、痴女ヘブン)
- とんでもない絶頂をもたらす女の前立腺 スキーン腺悪用オイルマッサージ 高杉麻里(9月1日、MOODYZ)[19]
- ぶっかけ!OL スーツ倶楽部5 ~新人保険レディー麻里さんの営業スーツとアフターファイブのデート服~ 高杉麻里(9月7日、下半身タイガース/妄想族)
- レズテクNO.1決定戦 台本なしのイカセ合いバトル! DOCUMENT LESBIAN 2018 Season.2 ガチレズビアンSEX大乱交(9月7日、ビビアン) 全8名
- 乳首こねくり回しスカート巾着痴漢（9月7日、Apache）全5名
- 夫婦で挑戦！夫が篠田ゆうの凄テクを20分我慢できたら賞金！2回イカされちゃったら妻が寝取られ中出しSEX！！（9月13日、はじめ企画）全4名
- 部活帰りの娘がブルマ履いたまま制服で帰宅!パッツパツのデカ尻濃紺ブルマに発情した父が媚薬を飲ませると発汗してムレムレに!思わずチ○ポ挿入すると効果抜群過ぎて何度も仰け反り絶頂! 5 高杉麻里・永井みひな・あおいれな(9月14日、V&R PRODUCE) 全3名
- 就活難民のゆとり女子大生急増！？未だ内定を貰えないゆとりっ子に追い討ちをかけるかの如く圧迫面接を実施！面接後の落ち込んだゆとりっ子に救いの手を差し伸べた面接官は情け無用の圧迫プレスで子宮採用！！（9月14日、ケイ・エム・プロデュース）全3名
- 女子校生孕ませレイプ中出し20連発 高杉麻里(9月14日、ケイ・エム・プロデュース)[20]
- スパンデクサー三部作 第二章:コスモエンジェル ドミネーション編 高杉麻里 (9月14日、GIGA)
- 街で噂の裏風俗パンチラBar(9月19日、MARRION) 全4名
- 美乳ねっとり揉みしだき中出し本屋痴漢（9月19日、Apache）全5名
- こんな野外で？！顔射後も止めない突然の笑顔しゃぶりで連続2回おねだり女子〇生 4（9月20日、ナチュラルハイ）全6名
- 嫁が近くに居るのに笑みを浮かべながら勃起をさせて痴女ってくる年上好きな少女 2 朔葉あすか・高杉麻里・小泉まり (9月20日、アキノリ) 全3名
- 断られても止めない高速手マンでバック潮！！！美尻妻を強引に何度もイカせて口説きオトセ！～マッサージ師、家事代行、出張ヨガ講師～ 水谷あおい・星奈あい・高杉麻里（9月20日、ナチュラルハイ）全3名
- 田舎で営業している胡散臭い泌尿器科で働くロリコン鬼畜医師が可愛い女子校生に強引に行っていた猥褻行為の一部始終が流出 3（9月25日、JUMP EMERALD/妄想族）全5名
- 誰か助けて!同じ学校に通う大嫌いな義弟に自宅でも校内でも犯され続けてるんです。 高杉麻里(10月1日、MOODYZ)
- 本番中出しOK!乳首責め特化型ニューピンサロ 高杉麻里(10月1日、ワンズファクトリー)
- 文京区にある女教師が通う整体セラピー治療院 19（10月1日、変態紳士倶楽部）全4名
- 夫の上司に犯され続けて7日目、私は理性を失った…。 高杉麻里(10月7日、マドンナ)
- 僕のねとられ話しを聞いてほしい 夫婦旅行の温泉宿で巨根のもっこり指圧師に擦り付けられ寝盗られた妻 高杉麻里(10月7日、JET映像)
- 私が黙って犯されていれば、家族みんなが幸せでいられる。 高杉麻里(10月7日、プレミアム)
- 脱獄者 高杉麻里(10月7日、アタッカーズ)
- 地元の超怖い先輩に彼女を差し出し撮影までさせられたボク…。生まれて初めての彼女ができた!しかも超かわいい!しかしそのことが地元の怖い先輩にバレた!逆らうことの出来ないボクは先輩に言われるがまま、彼女を眠らせて先輩がヤリまくっているところを撮影させられ(10月7日、お夜食カンパニー) 全4名
- 「お願い！絶対声出さないから少しだけ挿れて！」酔っ払った親友の彼女は声を押し殺してサイレントエビ反り爆イキ！！親友カップルと宅飲みしていたら親友（彼氏）が爆睡してしまい親友の彼女と二人で飲む事に！二人で飲んでいたら徐々に酔っ払う親友の彼女！しかも段々と…（10月7日、Hunter）全5名
- 完全M男化地下室生活～内に秘めたドS心が遂に開花する…～ 高杉麻里 (10月11日、アキノリ)
- JOI淫語痴女学園女子高等部 (10月12日、ケイ・エム・プロデュース) 全4名
- 「お義父さんの赤ちゃん妊娠する!」制服姿の新しい娘が義父を母に隠れて射精管理!何度も寸止めさせマ○コに連続大量中出し! 枢木あおい・深田結梨・高杉麻里 (10月12日、V&R PRODUCE) 全3名
- 土下座で頼んでみた 学校編(10月13日、無垢) 全13名
- 野外露出調教 高杉麻里(10月19日、バミューダ/妄想族)
- 母と娘のレズビアン 私、お母さんを犯したいの! 片岡なぎさ・高杉麻里 (10月19日、ルビー)
- 女子●生が女教師を弄ぶ 悪戯レズ同棲 vol.02 ~初めてのマンツーマンレズレッスン~ 高杉麻里・美保結衣(10月19日、レズれ!)
- 嫁とのSEXを覗いていた女が興奮を抑えきれず俺のチ〇ポを求めだす!(10月25日、アキノリ) 全4名
- 新体操部員のハミパンレオタードに発情した俺 3 海空花・小谷みのり・高杉麻里 (10月25日、アキノリ) 全3名
- 中出し専用肉便器 高杉麻里(11月1日、MOODYZ)[21]
- 子作りはご奉仕の一環 連発!妊娠OK美少女メイド 高杉麻里(11月1日、ワンズファクトリー)[22]
- SEXの逸材。ドスケベ素人の衝撃的試し撮り 性癖をこじらせてプレステージに自らやって来た本物素人さん達の顛末。 VOL.28 （11月2日、プレステージ）全4名
- ダメ！！お兄ちゃんもう止めて！！お願い！壊れちゃう！何度もイっちゃってるから！もう許して！！イってもイってもイキ止まらないハードピストンでヤリマン女でもエビ反って悲鳴をあげるほど連続爆イキ！！突然出来た義妹は地元でも有名なヤリマン女子校出身！！普段から…（11月7日、Hunter）全5名
- 高杉麻里のザ・筆おろし(11月9日、クリスタル映像)
- 一人暮らしのボクの部屋に泊まりに来た巨乳の従姉妹が翌朝、ノーブラで僕の白いYシャツを着ていた！無防備な谷間に思わず超勃起！でもっておにいちゃんならいいよと言われ我慢できずに童貞チ○ポでナマ挿入！2 雛菊つばさ・高杉麻里・持田栞里（11月9日、ケイ・エム・プロデュース）全3名
- 感じすぎていっぱいおもらしごめんなさい…16 高杉麻里(11月13日、セレブの友)
- 旦那が喫煙している5分の間義父に時短中出しされて毎日10発孕ませられています…。 高杉麻里(11月13日、溜池ゴロー)
- エロ妄想が暴走した文系少女サークルに性実験された僕たち…(11月13日、MOODYZ) 全5名
- 淫語洗脳 私、男の人のオナホになりたいんです M気質のパーフェクトボディ美少女に妊娠確実・危険日中出し 高杉麻里(11月13日、無垢)
- 家族揃ってカラダで稼ぐ売春母子家庭2 川上ゆう 永井みひな 高杉麻里(11月25日、セレブの友)
- 久々に会った姪っ子たちと近親孕ませ中出し性交記録（12月1日、グレイズ）全4名
- 隠撮主観 ささやき淫語と素股で優しく射精に導いてくれる美女たちに精子が枯れるまで絞り取られる。2（12月1日、変態紳士倶楽部）全9名
- バトル・オブ・レズビアンズ～格闘ではない新たなレズ対決の新境地へ～（12月6日、ROCKET）共演：神宮寺ナオ、香苗レノン、石川祐奈
- オナニーでイッた直後の痙攣マ○コに問答無用の即ハメ！絶頂したての超敏感状態で犯●れイキまくる女子○生 山井すず・皆月ひかる・高杉麻里 (12月6日、ナチュラルハイ) 全3名
- 両手両足を拘束され屈服するまで終わらない前後からの交互挿しピストンでイキ堕ちる女 かなで自由・高杉麻里・あおいれな (12月6日、ナチュラルハイ) 全3名
- 風俗ランドDX ~リピート必至の特濃サービスフルコース~ 高杉麻里(12月7日、h.m.p)
- センズリのお手伝いして下さい！ 可愛い女の子に握らせて射精するまでシコらせch 5（12月10日、ブリット）全20名
- 高杉麻里が美形ニューハーフと本気SEXしてみた!!(12月13日、セレブの友)
- 可愛くて優等生の女子校生たちから中出しSEXをせがまれて困っている僕。4 高杉麻里・一宮みかり・南梨央奈・初音ろな (12月14日、ケイ・エム・プロデュース) 全4名
- 「お母さんより私のパンチラ見て…」清楚な顔した新しい娘が挑発おねだり即ハメ！母に隠れて憧れの義父チ○ポでイキ乱れ！何度も中出し強要！（12月14日、V＆R PRODUCE）
- ひさしぶりに会った幼なじみは親友の彼女になっていて無防備に突き出されたヒップラインに大興奮！部屋でみつけた特大バイブを彼氏のかわりにブチ込めばイキ潮連発で即ハメおねだり！！ 高杉麻里・きみと歩実・あずみひな（12月14日、ケイ・エム・プロデュース）全3名
- 私立パコパコ女子大学 女子大生とトラックテントで即ハメ旅 15 S大学経済学部2年富田さん（20）大量潮吹きテント水没編 J大学心理学部3年まりあちゃん（21）白濁本気汁濃厚パコパコ編 S大学経済学部4年あこちゃん（22）超敏感早漏イクイク編（12月14日、プレステージ）全4名
- 初めてのずっぷり挿入!Wペニバンレズセックス(12月20日、レズれ!) 全10名
- マブダチとレズれ! 高杉麻里・枢木あおい(12月20日、レズれ!)
- 背後から強制M字開脚でダダ漏れ絶頂！媚薬で狂いイキする人妻の恥辱ビデオレター 星奈あい・栄川乃亜・高杉麻里 (12月20日、ナチュラルハイ) 全3名
- 至近距離に彼女がいるのに耳元でコソコソ口説いてくるささやき誘惑中出し 高杉麻里（12月25日、本中)
- Faith/Grand Orgasm 3 セクシーサーヴァント・サマー・フェスティバル(12月28日、TMA) 全5名
- ゴブリンレイプ ~孕むまで種付け中出し凌辱輪姦される美少女冒険者たち~ 倉木しおり・高杉麻里・川菜美鈴 (12月28日、TMA) 全3名

- 高杉麻里の凄テクを我慢できれば生★中出しSEX！（1月1日、ワンズファクトリー）
- ロリ痴女っ娘J●中出し 4時間（1月1日、グレイズ）全10名
- お色気お天気お姉さんと悪ガキ子役たち 高杉麻里（1月3日、グローリークエスト）
- 私の足のニオイを嗅ぎなさい！！（1月5日、フリーダム）全13名
- 絶倫店長にバックヤードでセクハラされて、何度も何度も中出しまでされても何も言えないウブ過ぎる女子●生メガネバイト娘。（1月7日、Apache）全5名
- ギリギリまで気付かれないイヤホン女子●生本屋痴漢 3～大音量で音楽聞いてる女子●生は触られても気付かない！～（1月7日、Apache）全5名
- 奴隷色のステージ 43 高杉麻里（1月7日、アタッカーズ）共演：しじみ
- 憧れのアノ娘が押しに弱いヤリマンだったら… 高杉麻里（1月7日、桃太郎映像出版）
- 旅先出張中出しリフレクソロジー（1月11日、ケイ・エム・プロデュース）全4名
- モテない僕が片思いのクラスメイトに媚薬入りのスペシャルプレゼント！！気を良くした女子校生はあっさり媚薬の餌食に！しかし手違いで僕も媚薬の犠牲となりおチ●コフル勃起！！お互い発情し学生同士とは思えないほど超絶肉弾SEXに！！ 高杉麻里・南梨央奈・桃尻かのん（1月11日、ケイ・エム・プロデュース）全3名
- 媚薬と睡眠薬を同時混入！スクール水着姿で眠るデカ尻娘を全身拘束させひたすらオモチャ責め！覚醒したカラダは父に激ピストンされエビ反りしっぱなし！ 高杉麻里・永井みひな・深田結梨（1月11日、V＆R PRODUCE）全3名
- エロエロ！AV面接 VOL.1（1月11日、プレステージ）全4名
- 俺の妹とお前の妹どっちがエロいか交換して中出ししまくってみないか？＃06 高杉麻里・有坂深雪（1月13日、MOODYZ）
- ねとられ 旅館の跡取り娘がゲス客に 高杉麻里（1月13日、ドバドバ大作戦）
- 川上ゆうが永井みひなと高杉麻里のオマ○コ重ねてまとめてイカせるガチレズ同性愛SEX！ドMな2人は川上ゆうの激しいレズ責めにお漏らししながらエビ反り絶頂！！ 川上ゆう・永井みひな・高杉麻里（1月25日、セレブの友）全3名
- 私を本気でイカせてみてよ 高杉麻里（1月25日、GENEKI）
- 奴隷シール 高杉麻里（1月25日、h.m.p）
- 女子に囲まれて男はボクひとり！？の王様ゲーム！！文化祭準備居残りver 文化祭の準備で残った放課後の教室で、ボクは拒否権無しの王様ゲームに強制参加！普段からクラスの女子にはひどい扱いを受けているので、ビビリながらもメンバーに加わったら文化祭の準備でテンションの上がった女子と予想外のオイシイ展開に…。［王様の命令は絶対！］このルールのおかげでボクは放課後のエロ大王になれた！（2月1日、Hunter）全10名
- 今からこの一家全員レイプします 大○区田園○布（2月1日、ケイ・エム・プロデュース）全5名
- 制服のまりちゃんを呼び出して65回精液を注ぎまくる 高杉麻里（2月1日、ワンズファクトリー）
- 高杉麻里ちゃんの作品がお手頃価格で登場！彼氏に内緒で友達と生でセックスする麻里。挿入すると麻里のマ〇コは既にびちょびちょで2連続イキ。騎乗位で自ら腰を振りまくり2連続イキ。バックで奥まで突かれ遂に3連続イキ。最後もイかされた後に顔射でフィニッシュ！ 高杉麻里（2月2日、アリスJAPAN）
- 「もしかして欲求不満！？その突き出したお尻でボクを誘惑してるの！？」入社したての新人OLはボク好みの清楚系ウブっ娘！なのにいつも超ピタピタの白タイトパンツでパンティラインがクッキリ丸見え！何度見ても興奮が抑えられずチ○ポは我慢の限界に！！気がつけば新人OLのお尻を揉みまくり！ズボンをおろしてバックで即挿入！！あまりの気持ち良さに何度も中出ししてしまうと…逆に新人OLの欲求不満が爆発！？社内で超発情してしまい、さらに中出しを迫られハメまくってしまいました！！！（2月7日、Hunter）全5名
- デカ尻をクネらせカメラに毛むくじゃらなマ○コを見せつけながら極太ディルドをずっぽし挿入…ガニ股杭打ちピストンでケモノのように喘いでお漏らししながらエビ反り絶頂する！こんな下品なオナニーを見たことあります？（2月19日、エンペラー）全12名
- えっちなお姉さんの淫語かたりかけぐちゅぐちゅ乳首イジリっ放しオナニー（2月21日、アイエナジー）全17名
- カメラ止めろ、マジギレ麻里 高杉麻里（2月25日、GENEKI）
- デリヘル呼んだら妹が来た！結果、お店に内緒で中出し本番セックスする事になる 2 上川星空・高杉麻里（3月1日、GLAY'z）
- 浮気生チ○ポセックスで何度もイキまくり中出しされちゃう麻里。デカチン立ちバックで突かれ即イキ。浮気現場を覗く彼氏の前でハードな腰振り騎乗位。ベッドが軋む正常位で何度もイかされる。再度の騎乗位で腰を振りあい、麻里のねっとり腰振りでそのまま中出し！ 高杉麻里（3月8日、アリスJAPAN）
- ギャップ好きにはたまらない！一見大人しそうな高杉麻里ちゃんがオッサンたち相手にエッチな本性まる出しで夜這いや乱交するスケベAV！ 高杉麻里（3月13日、ドバドバ大作戦）
- 着衣女性と裸の男・ボディコンお姉さん編（3月19日、下半身タイガース）全7名
- AV女優 裸コレクション 第九弾（3月22日、V＆R PRODUCE）全20名
- 軟派即日セックススペシャル！！（3月22日、S級素人）全4名
- ボクをいつもイジメてくるクラスの女子がついに家までやってきた！なので隠しカメラでその一部始終を撮影。ボクへのイジメの証拠をおさめたと言うと、態度が急変した女子は…逆らえなくなりエッチな要望を受け入れ始めた！しかも撮影されることが快感になってきたのか女子はカメラの前で言いなりになり何度も何度もイキまくる超ド変態淫乱女に豹変！！（4月7日、お夜食カンパニー）全4名
- ナンパTV×PRESTIGE PREMIUM 18 大漁！！穫れたて激エロ美女8名を踊り喰い！！（4月26日、プレステージ）全8名
- 泥酔して意識不明になった女をレイプしてきた全記録 11人300分（5月7日、ティーチャー）全11名
- 完全主観 ディルド足コキ罵倒 2（6月5日、フリーダム）全12名
- 生まれて初めての金蹴り 6（6月5日、フリーダム）全19名
- SUPERパックリまんこアップ4時間SP vol.12（7月1日、サルトル映像出版）全12名
- いつでもどこでも時間停止して中出しできる学園IV（7月1日、MOODYZ）全10名
- 上司の自慢の色白デカ尻妻に3日間ずっと生ハメしまくって何度も中出しした（実話）Rec-2 高杉麻里（7月7日、ディープス）
- 妻がいる至近距離。過剰サービスで何度もヌイてくる黒髪地味っ娘エステティシャン 妻と訪れた健全店オイルマッサージなのに 高杉麻里（7月13日、MOODYZ）
- 彼女の妹2人が超ビッチ巨乳でいたずら中出し誘惑 高杉麻里・岬あずさ（7月13日、E-BODY）
- 高杉麻里 女子校生 中出し20連発（7月25日、アイエナジー）
- 催眠洗脳された美少女は嫌がりながらも淫乱ビッチになっていた。 渚みつき・高杉麻里（7月25日、ダスッ!）
- 別れた婚約者にアポ電NTR ゲス元カレが婚約者の弟になりすまし、結婚目前に中出ししまくった一部始終。 高杉麻里（7月25日、本中）
- オヤジのハメ撮りドキュメント ねっとり濃厚に貪り尽くす体液ドロドロ汗だく性交 高杉麻里（8月1日、Fitch）
- 絶対領域 挑発美少女ハーレム学園2 すべすべな太ももに挟まれ身動きできず何度も射精させられる！（8月1日、MOODYZ）全4名
- ダンス部ガールズレズビアン ～憧れは友情を超えて～ 高杉麻里・枢木あおい（8月7日、ビビアン）
- 高級ソープ嬢 高杉麻里（8月7日、GENEKI）
- 私の大好きなおじさん-男潮と中出し- 高杉麻里（8月25日、GENEKI）
- 人生に1度だけあるモテ期がきたので片っ端から告って4人のツンデレ彼女達とハーレム同棲生活をした記録。（9月1日、MOODYZ）全4名
- 密着して舐め尽くす むしゃぶり唾液痴女 高杉麻里（9月1日、Fitch）
- ノド奥大量発射逆流イラマチオで精液まみれになったチ○ポ生挿入中出しスパリゾートホテル痴漢（9月7日、Apache）全5名
- 『えっ大きなオッパイが見えてますけど？？』巨乳女子大生たちがスパリゾートではしゃぎまくってオッパイ見えまくりで超ラッキー！！スパリゾートで…（9月7日、Hunter）全7名
- 全裸肝試し ～セックスの快楽は暗闇の恐怖に打ち勝つことができるのか？～（9月12日、SODクリエイト）全6名
- とろけてしまうみだらな行為（9月13日、S-Cute）全4名
- 当然、勝手にAV化！イケメンの友達がほろ酔い状態の女の子を僕の…リゾート地でハメを外した女子大生ver＆酔っ払って終電を逃した女子大生ver（9月19日、お夜食カンパニー）全5名
- 街行くシロウト女子大生ナンパ！ニーハイ編 絶対領域は欲しがりな証拠（9月25日、ナンパJAPAN）全4名
- マジックミラー号でおっぱいランニング 運動直後の女性はエロくなるって本当！？巨乳娘がおっぱい揺らして全力疾走！疲れさせて極限まで感度のあがった状態でマッサージをしたらSEXできちゃうのか！？（9月26日、SODクリエイト）全4名
- 可愛い彼女と個人撮影。エッチな素顔をカメラに見せ過ぎる自然体SEX（10月1日、S-Cute）全5名
- 彼女がボンデージに着替えたら。Mな私とSな私…どっちの私が好き？ 高杉麻里（10月4日、クリスタル映像）
- コインランドリーで薄着の美女と2人きり。油断してる女のチラリズムに我慢できなくなった僕は… 高杉麻里・河北恵美・桜庭ひかり（10月4日、プレステージ）全3名
- 神尻ブルマ美少女BEST むちむちプリケツで放課後ハメ活日誌（10月7日、桃太郎映像出版）全10名
- 痴女たちの狂宴 BITCHMONSTERHOUSE（10月11日、ケイ・エム・プロデュース) 全4名
- 彼女と勘違いして彼女の妹に即ズボ！？イった後に気づき僕が必死に謝るも、発情した妹は自ら腰を振って何度もイキまくり！！ 3（10月18日、プレステージ）全4名
- 制服美少女 罵倒！蔑み！中出しチ○ポいじめ！ 学園のアイドル美少女たちのオモチャにされた僕のチ○ポ 枢木あおい・高杉麻里（10月19日、エムズビデオグループ）
- 激ピストンSEX-激しく突かれて悶えろ！- 高杉麻里（10月25日、GENEKI）
- 痴漢師にパンストの中で手マンされ濡れシミができるほどイキ潮を吹きまくる美脚女 3（11月7日、ナチュラルハイ）全4名
- 好きだったあの麻里先輩から突然の電話。そしてウチに…やって来た！高杉麻里（11月8日、クリスタル映像）
- AV女優自画撮りオナニーコレクション 第四弾（11月8日、V＆R PRODUCE）全18名
- あの日からずっと…。 緊縛調教中出しされる制服美少女 高杉麻里（11月13日、無垢）
- 育児に忙しい新米ママのプリプリなピタパン尻に我慢できずに即ズボ！ 突然の中出しに発情した美尻ママは赤ちゃんには見せられない姿でおねだりおかわりSEX！（11月15日、プレステージ）全4名
- ゲスの極み映像 生配信2人目 高杉麻里（11月15日、プレステージ）
- 混浴スパリゾートのいたる所で気が弱そうな女子を狙ってスリル満点ギリギリ限界お触り痴漢（11月19日、お夜食カンパニー）全21名
- 膣圧で精子を搾り取るもの凄い騎乗位（12月5日、グローリークエスト）全11名
- 失神寸前アクメ痴漢3 中出しSP～大勢の男に立てなくなるほど散々イカされ犯られる女～（12月12日、ナチュラルハイ）全4名
- SOD女子社員 ぜつりんバスツアー SODファン大感謝祭記念！社内特別選抜！総勢16名の女子社員がユーザー様と1泊2日でヤリまくり！（12月12日、SODクリエイト）全16名 ※「杉山美玲」名義
- 休憩中の保母さんナンパ！！普段子供のおちんちんしか見ていない保母さんはビンビンに勃起した童貞チ●ポに大興奮！普段子供に優しく接する保母さんの優しさに付け込んで童貞チ●ポがHな事しちゃいました230分SP（12月13日、S級素人）全4名
- 街角シロウトナンパ！ vol.71 あなたよりエロい友達（ヤリマン）を紹介して下さい！ 8（12月13日、プレステージ）全5名
- ボクのYシャツを着たイトコに「お兄ちゃんならいいよ」ってマジな（゜゜）で見つめられたら…（12月13日、SCOOP）全10名
- 強引鬼イラマで喉マ○コを激しく突かれて興奮し、何度も嬉ションしてしまう脳イキドM女（12月20日、プレステージ）全4名
- シンプルにかわいい女子〇生がすんごい乳首責めで連続中出し射精させちゃいました！？2（12月20日、プレステージ）全4名
- 最高の美尻 高杉麻里（12月25日、GENEKI）
- えっちな女子校生の淫語かたりかけぐちゅぐちゅ連続絶頂ブルマオナニー 3（12月26日、アイエナジー）全11名

- 欲求不満な息子の嫁に誘惑されて 高杉麻里（1月1日、プラネットプラス）
- 素人女子大生ガチナンパ！うぶな美少女に生まれて初めての女性向け風俗体験してもらいました！2 禁止の本番までしちゃった素人娘＆イケメン4組（1月31日、赤面女子）全4名
- 緊縛快楽 高杉麻里（1月25日、GENEKI）
- 上下同時痴漢 5 2人の痴漢師に乳首とマ○コを同時責めされイキ墜ちる女（2月6日、ナチュラルハイ）全4名
- お尻の穴まで垂れちゃう愛液 高杉麻里（2月6日、レイディックス）
- フェラチオシンデレラ 1（2月7日、SODクリエイト）全3名 ※「杉山美玲」名義
- 麻里女王様の調教部屋 高杉麻里（2月14日、ケイ・エム・プロデュース）
- 清楚でかわいい素人お嬢さん！常にDEEPキスしながら勃起不全童貞のオナニーサポートしてくれませんか？柔らかい唇、ハァハァ吐息でついにEDち●ぽフル勃起！挿入してもどうせ射精できないからと「中出し懇願」セリフを言わせてそのままドピュッ！！（2月14日、赤面女子）全4名
- 食レポ中に媚薬を混ぜた料理を食べたらどうなる？ 高杉麻里・森ほたる（2月17日、アキノリ）
- 寝ている女子校生の妹にイタズラしていたら逆に生ハメを求められて、もう発射しそうなのにカニばさみでロックされて逃げられずそのまま中出し！ 4（2月20日、アイエナジー）全4名
- 野外倉庫で犯された女 高杉麻里（2月25日、GENEKI）
- 円光女子●生 はじめての種付け孕ませ 高杉麻里・美甘りか・高美はるか（2月25日、ホームルーム）全3名
- 「あなた、ごめんなさい…。」妊娠危険日にムリヤリ義父に種付け中出しされています… 高杉麻里（2月28日、人妻花園劇場）
- ラグジュTV×PRESTIGE PREMIUM 33 オトナのエロさここに極まる！美女達の本当の姿を余すところなく全部見せます！！（2月28日、プレステージ）全10名
- 精子採取ゲームに挑戦！素人4名（琴乃ちゃん、あいりちゃん、このみちゃん、あすなちゃん）が賞金のためにチ○ポに刺激を与えまくる！（2月28日、SODクリエイト）全4名 ※「琴乃」名義
- 監禁洗脳 義理の弟に躾けられた私 高杉麻里（3月1日、プラネットプラス）
- 素人ヘアヌード大図鑑～現役モデル編（3月13日、S級素人）全11名
- 既婚者チ×ポに中出しさせる淫欲女子は…逆NTR現場を見られた奥さんの嫉妬で濡れたマ×コも喰いまくる。 女子大生まり編 羽月希・高杉麻里（3月16日、ナチュラルハイ）
- 終電車で男を誘惑して味見 高杉麻里（3月25日、GENEKI）
- 夜行バスで声も出せずイカされた隙に生ハメされた女はスローピストンの痺れる快感に理性を失い中出しも拒めない 女子○生限定4 総勢16人総集編付き2枚組 大発情SP（3月26日、ナチュラルハイ）全16名
- 近親相姦母と娘 その弐（3月27日、GIGOLO（ジゴロ））全12名
- 「私のおっぱい触ってみて！」発育中の巨乳姉からの突然のお悩み相談！毎日成長するオッパイが何だか違和感…。これでもかと揉んであげていたら発情してエロエロモードに！ 高杉麻里・岬あずさ・今井まい（4月9日、アイエナジー）全3名
- 電撃結婚！麻里はお嫁さんになります。 高杉麻里（4月25日、GENEKI）
- ＜完全主観＞かわいい彼女とラブラブキス体験 2人っきりでねっとりキス手コキ 2（5月8日、アキノリ）全10名
- パンツ越しでジックリ見える お漏らし自慰（5月8日、レイディックス）全6名
- ほら、舐めてもらってるときはおじさんの目を見てないと 高杉麻里（5月8日、チョビッチ！）※「舐められざかり 高杉麻里」を再編集したもの
- 素人美女5名が賞金GETのためにえっちな精液採取ゲームに挑戦して、必死にチ〇ポを弄りまくって大量ザーメン！（6月11日、SODクリエイト）全5名
- しろうとまんまん×DOC 創刊号 【完全個撮】素人プラベート映像4時間 サイトでバズった6人を厳選収録！！（6月12日、DOC）全6名
- 世界遺産級 エロエロ美脚コキ！！ 連れ込まれたさきで魅せてくれる至極のマニアックプレイ！（6月19日、ブラックドッグ）全9名
- コキ抜きMAX 15発-精子放出待ったナシ！- 深田えいみ・高美はるか・高杉麻里（6月25日、GENEKI）全3名
- ねっとり唾液交換キスでイキまくる 濃厚接吻しながらの少女たちのベロキス性交 4時間（7月13日、無垢）全5名
- AV男優♂×ファン素人♀ VOL.01（7月24日、プレステージ）全4名
- ショートカットが良く似合う清楚な美少女に中出し9人（8月1日、プラネットプラス）全9名
- ショートカットの美人若妻に濃厚中出し12人（8月19日、エマニエル）全12名
- えっちな〇〇〇〇の淫語かたりかけぐちゅぐちゅ連続絶頂スク水オナニー 5（8月27日、アイエナジー）全10名
- 巨乳娘のクリトリスの形までハッキリわかる！ノーモザイク連続絶頂パンツ越しオナニー 2（9月24日、アイエナジー）全9名
- 絶品ボディ20人 誰もが振り向く極上の美乳美女と戯れる240分（9月29日、ZOOO）全20名
- 野外露出 青姦SEX（8月7日、プレステージ）全4名
- えっちな女子○生の淫語かたりかけぐちゅぐちゅ連続絶頂スク水オナニー 5（8月27日、アイエナジー）全10名
- 巨乳娘のクリトリスの形までハッキリわかる！ノーモザイク連続絶頂パンツ越しオナニー 2（9月24日、アイエナジー）全10名
- 究極美尻×美女（10月25日、GENEKI）全4名
- SOD女子社員第3回フェラチオシンデレラ選手権 撮りおろし 凄テク女子社員3名の決勝戦！＆一挙公開 現役女子社員21名の予選大会！濃厚ザーメン合計68発射精！特大ボリューム2枚組480分スペシャル作品！（11月26日、SODクリエイト）全21名 ※「杉山美玲」名義
- ★★★★★ 五ツ星ch スポーツ女子ナンパSP ch.51（12月4日、プレステージ）全7名

- ★★★★★ 五ツ星ch 連れ込みSEX隠し撮り 巨乳SP ch.52 生々しい素人娘のリアクションを徹底盗撮4時間!（1月1日、プレステージ）全6名
- 極上フェラチオ31連発 S-Cuteフェラチオコレクション2021（1月1日、S-Cute）全31名
- まるっと! 高杉麻里（2021年2月1日、プラネットプラス）※『息子の嫁』と『男達の性玩具 黒髪美少女はオナペット まり18歳』の2作品を完全収録。
- 逆NTR→妻も巻き込み泥沼3P 既婚者チ×ポに中出しさせる淫欲女子は寝取り現場を見られた奥さんの嫉妬で濡れたマ×コも喰いまくる。（2月11日、ナチュラルハイ）全4名
- 焦らしの傑作！ 【極限寸止め】 とことんまで追い込んでアクメ地獄！ ＃専門学生 ＃研究所勤務 ＃図書館司書 高杉麻里・紗々原ゆり・泉りおん（2月18日、アキノリ）全3名
- 早漏マ●コ、鬼責めの刑。 高杉麻里（2月19日、チョビッチ！）※「敏感…っていう、君のその悪い癖。 高杉麻里」を再編集したもの
- 夫には言えない義父と私の関係全6話 VOL.02（2月26日、なでしこ）全6名
- えっちな女子校生の淫語かたりかけぐちゅぐちゅ連続絶頂指オナニー 2（3月25日、アイエナジー）全13名
- 禁断関係 仕事の裏側 高杉麻里（3月25日、GENEKI）
- 美しい母と娘の近親相姦（3月27日、シックスナイン）全24名
- 【スマホ推奨】彼氏いるのに簡単にヤらせてくれる貞操観念ゼロJDにオナニーさせた後チ○ポしゃぶってもらったときの動画です 高杉麻里（4月27日、アリスJAPAN）※「誕生日の彼女を驚かせようと部屋にこっそり入って待機してたら、彼女が僕の友人と二人で帰ってきて…僕はとっさにベッドの下に隠れてしまったのです。」を再編集したもの
- 義父を誘惑する痴女嫁（5月1日、KSB企画/エマニエル）全6名
- エロエロ！AV面接 AV女優のたまごにセクハラ面接（7月3日、素人Pro）全4名
- 誘惑SEX激ピストン！-誘った男がガチ腰振り- 高杉麻里（年7月25日、GENEKI）
- 最高の凄テクレズビアン31組5時間BEST 業界最高峰！絶対に抜ける女神プレイ2 エロ極技で何度もイカセ合う女たち大集合スペシャル（8月19日、レズれ！）全51名
- 憧れのカノジョ 高杉麻里（10月12日、クリスタル映像）※「美脚×競泳水着×パンスト眼鏡」「高杉麻里のザ・筆おろし」「彼女がボンデージに着替えたら、Mな私とSな私…どっちの私が好き？」「好きだったあの麻里先輩から突然の電話…そしてウチに…やって来た！？」の4作品から厳選した9コーナーを収録
- 女がイクと同時に射精する発射寸前の激ピストン74連発5時間（11月9日、アリスJAPAN）多数出演
- 素人乙女の「カリスマ男優に抱かれたい！」セクシー男優に憧れる素人娘の夢SEX企画！Pro仕様のチ●ポに大興奮！男優に響く素人娘の変態セックスがここに！（12月25日、素人Pro）全4名
- 限界発射 23発240分（12月28日、GENEKI）全15名

- 黒髪美少女ちゃんのオナニー＆フェラ。まずはオナニー、剛毛マ○コを指で弄りまくる。しっかりとイキ顔とイッたマ○コは押さえてます。主観的アングルでフェラ。チ○ポも玉もしゃぶって濃厚フェラから一気に精子を顔射 高杉麻里（1月21日、アリスJAPAN）※「誕生日の彼女を驚かせようと部屋にこっそり入って待機してたら、彼女が僕の友人と二人で帰ってきて…僕はとっさにベッドの下に隠れてしまったのです。」を再編集したもの
- 囚われたメイドの運命 - 鬼畜な主人と変態趣味 高杉麻里（1月25日、GENEKI）
- 尻射 精子と愛液で濡れる12人のケツ穴（3月10日、RADIX）全12名
- 親にバレたらマジヤバイ！妹23人中出し近親相姦 4時間（5月5日、GLAY’z）全23名
- 変態デカ尻娘ゆきえちゃん 清楚系ビッチ女子10代最後の本気SEX イキっぱなし潮吹きマ●コ中出しハメ撮り 高杉麻里（5月12日、HMN WORKS）
- 間男に抱かれる彼女と、ベッドの下に隠れる僕 他人棒ナマSEXで初めて聞くよがり声、超至近距離NTRに止まらない鬱勃起 高杉麻里（6月24日、アリスJAPAN）※「誕生日の彼女を驚かせようと部屋にこっそり入って待機してたら、彼女が僕の友人と二人で帰ってきて…僕はとっさにベッドの下に隠れてしまったのです。」を再編集したもの
- 清楚な女の子はお風呂でこっそりシャワオナするらしい！30人（9月27日、ケイ・エム・プロデュース）全30名
- 夜●い姦 寝たふりをしながら犯●れる美少女 高杉麻里（10月17日、カムカムぴゅっ！）

- まじりけのない無垢な純白下着を脱がす瞬間がたまらない純真美少女中出し性交 4時間（1月5日、GLAY’z）全9名
- 絶対に抜けるAV女優 清楚系ビッチ女編8時間（5月9日、クリスタル映像）全10名
- 王道コスプレ6選！美少女と夢のシチュエーション 6名240分（10月12日、ファーストスター）全6名
- 淫らな美人痴女に責められる 240分7名（12月12日、ファーストスター）全7名
- 絶叫！連続イカせ！休む暇もなくハメ倒されてイキ狂う美女 8名240分（12月27日、ファーストスター）全8名

- 全編オール裸！！全裸図鑑39人 VOL.02（1月20日、プラネットプラス）全39名
- e-kiss THE BEST 11 8時間（6月13日、クリスタル映像）全39名

### アダルトDVD（総集編）
2018年
- 出会って1分でチ○ポを咥えさせたくなっちゃう! ぽってりくちびる女子のよだれたっぷりプルルンフェラチオBEST (4月13日、MOODYZ) 全22名
- 2017年【本中】下半期傑作選!全120発!2017年8月~2018年1月 (5月25日、本中) 多数出演
- 夢のハーレム性活4時間BEST (6月8日、ケイ・エム・プロデュース) 多数出演
- 女が本気でイキ乱れる射精直前の激しい腰振りバック8時間ベスト (6月19日、ROOKIE) 多数出演
- 女の絶頂と同時に射精する正常位中出しvol.3!!151連発!! (6月25日、本中) 多数出演
- パンスト地獄 コンプリートベスト 4時間 (7月6日、OFFICE K'S) 全24名
- MOODYZ 2017年下半期121タイトルBEST 480分 (7月13日、MOODYZ) 多数出演
- 可愛い妹58人PREMIUM BOX 4枚組16時間 (7月27日、TMA) 全58名
- DANDY12周年公式コンプリートエディション ちょいワル全仕事集<2017年4月~2018年3月> (7月26日、DANDY) 多数出演
- 乱交爆盛り!200人!5時間 (7月26日、サディスティックヴィレッジ) 全200名
- 両親の居ない日、僕たちは妹と精子が枯れるまで1日中ヤリまくった。 2枚組8時間 (8月24日、TMA) 全8名
- 11周年記念作品集10時間2枚組980円! (9月20日、サディスティックヴィレッジ) 多数出演
- 制服美少女 PREMIUM BEST 2枚組8時間 (9月28日、TMA) 全24名
- 男の欲望 ありえない願望シチュエーションスペシャルBEST 4時間 (9月28日、ケイ・エム・プロデュース) 全56名
- CRYSTAL THE BEST 8時間100選 2018 秋 (10月5日、クリスタル映像) 多数出演
- オールジャンルスポコス女子とSEX三昧SPECIAL (10月12日、ケイ・エム・プロデュース) 全35名
- DANDY12周年公式コンプリートエディション もっとちょいワル全仕事集<2017年4月~2018年4月> (10月25日、DANDY) 多数出演
- ビクンビクン脈打つオチ○ポが大好きな美女達による口淫ピストン祭り (10月26日、ケイ・エム・プロデュース) 多数出演
- 喉奥まで咥えさせ唾液でグッチョグチョ 美少女イラマチオ24人 (11月1日、プラネットプラス) 全24名
- 高杉麻里14本番40発射8時間BEST 高杉麻里 (11月1日、MOODYZ)
- 激吸引!丸呑み!思わず腰が引けちゃうほどの喉じゃくりフェラ4時間 (11月1日、MOODYZ) 多数出演
- 「もうイッてるってばぁ!」状態で追撃ピストンSEXベスト4時間 2 (11月13日、MOODYZ) 全32名
- 時間停止させて無許可中出し8時間BEST (11月19日、エムズビデオグループ) 全10名
- 2018年【本中】上半期傑作選!全128発!!2018年2月~2018年7月 (11月25日、本中) 多数出演
- デカ尻見せつけ!!ピストン騎乗位 3 (12月1日、ワンズファクトリー) 全45名
- 高杉麻里 4時間 (12月1日、グレイズ)
- オーロラプロジェクトダイジェスト 冬の48連射+8発 2017.12月~2018.05月 (12月13日、オーロラプロジェクト・アネックス) 多数出演
- すべて見せます!!10時間 アリスJAPAN2018 (12月13日、アリスJAPAN) 多数出演
- 身動き取れない状態でイカされ続けイキ狂いしちゃった素人女子8時間 (12月13日、はじめ企画) 全12名
- 「もうガマンできないっ」「入れてください…」オンナが興奮を抑えきれず挿入を懇願するおねだりSEXBEST 4時間!! 2 (12月28日、ケイ・エム・プロデュース) 多数出演

2019年
- 肉厚デカ尻にプレスされて射精させられたボク。4時間ベスト（1月25日、痴女ヘブン）全23名
- 寝ている夫の隣で義父と中出しセックス（1月25日、なでしこ）全6名
- 高杉麻里8時間WANZ中出しスペシャル（5月1日、ワンズファクトリー）
- 殿堂！スーパーアイドル4時間 高杉麻里（5月17日、Million）
- 高杉麻里 まるごと完全収録1115分BEST（6月13日、セレブの友）
- GENEKIで見せる高杉麻里の全て（11月25日、GENEKI）

2020年
- Bazooka豪華共演ベスト30コーナー（1月31日、BAZOOKA）全72名
- 至近距離に彼女がいるのに耳元でコソコソ口説いてくるささやき誘惑中出し全6作品BEST（2月25日、本中）全6名
- 最高の癒しをアナタに！厳選風俗嬢 30人4時間BEST（4月24日、BAZOOKA）全30名
- 清楚感漂うショートカット女優 BEST33人（11月13日、ケイ・エム・プロデュース）全33名

2021年
- まるっと！高杉麻里（2月1日、プラネットプラス）※「息子の嫁」「男達の性玩具 黒髪美少女はオナペット まり18歳」を収録
- 巨乳コスプレ美少女 2 8時間（2月26日、TMA）全22名
- 嫁が近くに居るのに笑みを浮かべながら勃起をさせて痴女ってくる年上好きな少女たちのセックス9本番（6月3日、アキノリ）全9名
- 息子の嫁 8人 8時間BEST（8月1日、プラネットプラス）全8名
- 黒ストッキングを履いた艶やかな美脚33名が大集結！！PERFECT BEST 4時間（9月28日、BAZOOKA）全33名

2022年
- 肉感ハンパないデカ尻打ち下ろし杭打ちピストン騎乗位BEST（2月8日、アリスJAPAN）全20名
- 女同士のマ○コ舐めが一番エグイ！ 気持ちいいところを知り尽くしたレズクンニ快感堕ち104連発 厳選ベスト5時間（2月22日、レズれ！）多数出演
- ろりれず。厳選BEST5時間 性に貪欲なミニっ子達があどけない膨らみにチューチュー吸いつき、びしょ濡れマ●コをかき回すヤンチャだらけの百合えっち。（9月27日、レズれ！）全27名

2023年
- ねっちょりマ●コ舐めで連続絶頂！クリちゅぱベロ挿入ズッボズボでイカせまくるレズクンニ100連発 厳選ベスト5時間（1月24日、レズれ！）多数出演
- ベロキス濃密レズセックスでグッチョグチョに交わる体液･･･ 汗×潮×涎まみれ100連発！厳選ベスト5時間（2月28日、レズれ！）多数出演
- 「あなた、ごめんなさい･･･。」妊娠危険日にムリヤリ義父に種付け中出しされています･･･ Vol.1【4K】超高画質 5時間Ultra HD BEST（4月14日、人妻花園劇場）全8名
- 高杉麻里 The Ultimate Best 8時間（5月23日、セレブの友）
- デリヘル呼んだら妹が来た！結果、お店に内緒で中出し本番セックスする事になる総集編4時間（9月5日、GLAY’z）全7名
- 男達の性玩具 黒髪美少女はオナペット 総集編5人（10月2日、イノセント）全5名
- 巨乳美女とイキまくる湯けむり温泉旅行 5名 235分（10月27日、First Star）全5名
- エッチ大好き！発情したスケベな女子校生と生ハメSEX！6名 255分（11月12日、First Star）全6名
- 抵抗も虚しく鬼畜に犯される高杉麻里 4時間（11月27日、ファーストスター）

2024年
- まるっと！高杉麻里 2（1月5日、プラネットプラス）※「欲求不満な息子の嫁に誘惑されて」「監禁洗脳 義理の弟に躾けられた私」を収録

### 女性向け作品
- BAR OF HAPPINESS FLAP(2017年12月7日、GIRL'S CH)
- PRINCE LOVE(2019年、PRINCE LOVE)

### アダルトVR
2018年
- 【VR】妊娠ウェルカムなスケベニットの彼女とSEX5連続 高杉麻里 (3月3日、世田谷VR)
- 【VR】俺にメロメロな隠れ巨乳のメガネJDバイトと休憩中に生ハメ不倫SEX 高杉麻里 (3月16日、ワープエンタテインメント)
- 【VR】エロ行為絶対禁止!の健全リフレ店で押しに弱い性格良し子ちゃんとコソコソ裏オプ性交 高杉麻里 (3月30日、ワープエンタテインメント)
- 【VR】もしも女性用サウナに間違って入ってしまったら… 高杉麻里【リアル映像】 (4月11日、ケイ・エム・プロデュース)
- 【VR】高杉麻里 うたた寝カノジョにこっそりいたずら…その後とってもらぶらぶなセックスしちゃった (5月1日、CRYSTAL VR)
- 【VR】寝たふり…できない女 高杉麻里 (5月11日、ANNEX(無言)/HERO)
- 【VR】長尺オムニバスVR・3コーナー・3セックス 永井みひな × 高杉麻里 ×イチャラブセックス! SNS での愛の告白から生まれた 夢のお互いラブラブ初共演作品!!三角関係ってなに?とにかく、みんなマッサージが大好きなんだから、仲良くてもいいでしょ!? (5月22日、ケイ・エム・プロデュース)
- 【VR】劇的高画質 ヤンデレ妹が「兄妹でHしちゃいけないんだよ?」と恋人SEX以上のハードピストンを求めてきた… 彼女に嫉妬し小悪魔の様な笑顔で対面 背面 バック 正常位で「あの女と違って激しくして」激ピストンイキまくり 見つめ合いながら待望の生中出し 高杉麻里 (6月9日、ブイワンVR)
- 【VR】学園1の超美脚黒髪美少女高杉麻里ちゃんと図書室でこっそりパンチラ視姦&ラブラブ2回連続中出しSEX (6月22日、MARRION)
- 【VR】AVマニアの僕の部屋にAVを見にきた同級生（いじめっこ）が無防備な体勢でパンツにシミを作ってムラムラしだして、あげくの果てに超接近パンチラ誘惑VR（CLVR-016）（6月29日、変態紳士倶楽部）
- 【VR】来週、地元を離れる僕のために幼馴染の2人（あいり＆まり）が本音を告白してくれた旅立ち青春VR 高杉麻里・七瀬あいり（7月13日、変態紳士倶楽部）
- 【VR】あなたのオナニーを全力で応援してくれる高杉麻里のバイノーラル淫語サポートVR (7月13日、ワンズファクトリー)
- 【VR】下校中、突然のゲリラ豪雨にみまわれビショ濡れになった巨乳女子校生!その透けた下着と盛り上がったオッパイを前に、タオルを貸すだけのつもりがいつの間にか目を見つめ合って生中出しSEXまでしてしまった!高杉麻里（7月26日、KMPVR-彩-）
- 【VR】男子がとても少ない僕の学校では女子の力が圧倒的。真面目な僕をパンチラ・胸チラで挑発し遊ぶ女子たちに思わず勃起!意外に大きい僕のチ●ポを見た女子たちは興味津々で… (7月31日、TMA)
- 【VR】身体測定 上（7月31日、I.B.WORKS）
- 【VR】長尺VR!リアル悪徳エステ体験!一般客に媚薬を飲ませ高級オイルマッサージで感度覚醒!コリをほぐすだけとグチョグチョに興奮したマ●コを刺激して痙攣するまで生中出し!3 永井みひな 高杉麻里 (7月26日、ケイ・エム・プロデュース)
- 【VR】VR長尺 ボクの部屋はいつの間にかワケあり家出少女たちの溜まり場3 Hは決して嫌がらないし何度、中に出しても文句言わない。何があったのか…理由は何も喋らないしほぼ無口…でもHの時は超感度が良くてメチャメチャ感じてくれる。そんな異質な空間と化したボクの…（8月8日、お夜食カンパニー）全5名
- 【VR】劇的高画質 リ●ンジポルノ2 高杉麻里 (8月10日、ブイワンVR）
- 【VR】女子○生3種の神器《セーラー服・ブルマー・スクール水着》を堪能しながらお酒が飲める秘密のBar 【制服美少女秘密倶楽部プチ・デビル】 (8月31日、MARRION)
- 【VR】長尺VR 身体測定 (8月31日、I.B.WORKS)全6名
- 【VR】KMP VR 2周年記念作品!究極のピースフルオフパコ開催スペシャル!! 八乃つばさ・美谷朱里・高杉麻里・枢木あおい (9月5日、KMPVR-彩-)
- 【VR】VR長尺 エレベーターが緊急停止！いつもよく見かける超美人の隣人とマンションのエレベーターで2人きり！しかもこの…＋おちん○んに興味津々の幼馴染がボクにおちん○んを見せて欲しいと言ってきた！！しかもそれだけではなく…VR新作撮り下ろし2タイトル収録セット 鷹宮ゆい・高杉麻里（9月18日、Hunter）
- 【VR】濡れちゃう接吻 高杉麻里（9月21日、ワープエンタテインメント)
- 【VR】マッサージからのいちゃいちゃ恋人つなぎラブラブSEX 高杉麻里 (10月6日、ケイ・エム・プロデュース)
- 【VR】劇的高画質 イキ過ぎメロメロ痙攣状態イクイクッ! 高杉麻里 (10月6日、ブイワンVR)
- 【VR】※全裸での視聴推奨 むにむに肉感ボディに包まれるぬるぬる超密着4輪車ソープ体験 (10月7日、kawaii)
- 【VR】高杉麻里 ナイスボディなツンデレメイドと壁ドンからの立ちバック! ボクのことを好き過ぎるご奉仕メイドとのなんともうらやましい日常。 (10月18日、CRYSTAL VR)
- 【VR】彼女のクラスメイト2人に前から! 後から! ノリノリで痴女られる~!! フロントでたっぷりチ○ポを責められながら、バックで羽交い締めにされバイノーラル淫語を囁かれる小悪魔コンビネーション新感覚VR!! (10月19日、ワンズファクトリー) 共演：枢木あおい、愛里るい
- 【VR】【長尺145分】もう一度アナタに青春を!ドキドキ修学旅行VR 生着替え&女子風呂を覗き見※しかもバレてお仕置きされちゃった! 女子部屋に呼び出されて人生初告白体験!こっそりSEXを試みるも仲間にバレて思い出作りの大乱交しちゃった1泊2日 (11月1日、kawaii)
- 【VR】パンチラ×太もも×ニーソ 絶対領域VR 2 (11月2日、CRYSTAL VR)
- 【VR】相席居酒屋でナンパした巨乳OL2人組をお持ち帰り。 マッサージと過激なエロゲームでスキンシップ取っていたら女子が欲情してボクの上に跨り自分勝手に腰を振って… 挙句の果てに夢の4Pセックスできた！3 高杉麻里・本真ゆり (11月30日、変態紳士倶楽部)
- 【VR】調教した美女3人があなたを奪い合う夢のハーレム性奴隷生活（12月28日、アタッカーズ）共演：水川スミレ、倉多まお

2019年
- 【VR】どぴゅっ×10 連続射精！！イっても止めない高杉麻里ちゃんと超濃密生中出しセックスしよ！ 【超高画質・60fps】（1月24日、ケイ・エム・プロデュース）
- 【VR】スーパーリアル4K彩VR 乳首こねくりで昇天快感 連続射精8発（1月24日、ケイ・エム・プロデュース）
- 【VR】番組ディレクターになった僕を三人の女子アナが御奉仕してくれる（1月25日、アタッカーズ）
- 【VR】エッチなポーズと淫語と6シチュエーションで挑発するJOIの館へようこそ（1月30日、TMA）
- 【VR】口内で暴発したチ○ポをネットリお掃除フェラしてまた勃たせてくれる麻里との接吻しまくりグラインド座位と耳元でアエギ声聞きながら目の前オッパイ騎乗位とバックと視点2段階の超・覆いかぶさり正常位で計5発【口内発射/ゴム中出し/生中出し】 高杉麻里（4月25日、アリスJAPAN）
- 【VR】顔舐め手コキVR 2（8月29日、ケイ・エム・プロデュース）
- 【VR】つなぎ女子VR 高杉麻里（9月9日、ケイ・エム・プロデュース）
- 【VR】僕の嫁はレズ姉妹～初夜は3Pで～ 美谷朱里・高杉麻里（9月13日(AdultFesta)、KMPVR-bibi-）
- 【VR】高杉麻里 好きだったあの先輩が…いきなりうちにやってきた！ もてない男の夢シチュエーションVR（10月10日(AdultFesta)、CRYSTAL VR）
- 【VR】競泳水着VR（10月16日、ケイ・エム・プロデュース）
- 【VR】まんぐり返しVR（10月24日、ケイ・エム・プロデュース）
- 【VR】脚でイカされるVR（11月21日、ケイ・エム・プロデュース）
- 【VR】高杉麻里 彼女がボンデージに着替えたら…かわいい彼女が発情！大興奮痴女SEX！（12月6日、CRYSTAL VR）
- 【VR】超画質革命！パパ活円光！動画を撮ってお金をよこせと脅してきたクソ生意気なJ○に媚薬を飲ませたらおっぱいやアナルを触るだけで何度もイキ果てるどスケベ女に豹変！快楽堕ちして「おチ○ポ挿れて♥」とおねだりしてきたので挿入してやり逆襲の中出し性交！ 高杉麻里（12月7日、こあらVR）

2020年
- 【VR】麻里女王様の調教部屋（3月6日、サロメ）
- 【VR】3DVR全裸図鑑 謝礼しますのでハダカを見せてください！クンニさせてください！アナルを舐めさせてください！（5月19日、こあらVR）多数出演
- 【VR】「ねぇ…私もキスしてみたい」 キスに興味を持ち始めた幼馴染に媚薬を口に含んで接吻し続けたら…赤面汗だく、よだれ垂れ流し、パンティぐしょ濡れのセックス大好き変態キス魔に完堕ち！そのまま何度も中出しSEXし続けました！（9月17日、エロタイム）全4名

2021年
- 【VR】ボンデージVR 4時間35分SP Deluxe 松本菜奈実×高杉麻里×美谷朱里×浜崎真緒×妃月るい×東条蒼（5月8日、CRYSTAL VR Plus）全6名
- 【VR】パンチラ×太もも×ニーソ 絶対領域VR 4（9月11日、CRYSTAL VR）全18名

- 【VR】KMP VR 正常位 SUPER BEST(2018年6月28日、ケイ・エム・プロデュース)
- 【VR】ユーザー支持率No.1 100分超えBESTII 凝縮完全保存版(2018年8月8日、KMPVR-bibi-)
- 【VR】KMP VR 売上TOP25 スーパーBEST part2(2018年8月12日、ケイ・エム・プロデュース)
- 【VR】これがKMP VRだ!!超バカ売れ作品詰め合わせ大ヒット御礼SUPER BEST part10!!(2018年8月24日、ケイ・エム・プロデュース)
- 【VR】KMP VR 対面座位 SUPERBEST 3(2018年11月27日、ケイ・エム・プロデュース)
- 【VR】女王様10人 調教BEST(2020年8月4日、サロメ) 全10名

### イメージDVD
- セクシャルダイナマイトヒロイン25 UMAレイダー 超古代文明ヤムタイ国の秘宝編(2018年8月10日、ZENピクチャーズ)入谷マイ役
- Bedtime Story/高杉麻里(2019年6月21日、CRANE)

### アダルト配信
2017年
- 【初撮り】ネットでAV応募→AV体験撮影 509（12月5日、シロウトTV）
- まり（12月7日、High SCENE）

2018年
- まり（1月5日、童貞くん大好きっ！）
- かおり（1月5日、集団生姦サークルOG）
- ■｢あなたの旦那さん寝取ってすみません…｣職場の目の前で公開懺悔SEX■店長と不倫しているアルバイト店員ゆかり(22)。やらしい舌での焦らし舐めで男を釘付けにさせるドスケベ娘が鬼ピストンの猛襲に痙攣絶頂イキ果てる！！（2月28日、街角シロウトナンパ ）
- まりさん(21)（3月10日、ゲリラ）
- 【個人撮影】ゆきえ 19歳 専門学校生♥10代最後の本気セックス♥グラマーなデカ尻を隠し持つ清楚系女子がアナルをヒクつかせ痙攣イキ！【承諾済み】（4月17日、承諾済み素人ハメ撮りアカ）
- ■「みんなにはナイショだよ！」リア友の素人大学生が2人っきりでドキドキ相互オナニー！■お金のためにクラスメイトとSEXしちゃいました♪（4月18日、街角シロウトナンパ）
- 【個人撮影】ゆきえ 19歳 専門学校生♥Hなコスプレでエンジョイ生ハメ！くすぶっていた10代の性欲が爆発する中出しセックス！【承諾済み】（4月24日、承諾済み素人ハメ撮りアカ）
- のぞみさん（5月11日、E★ナンパDX）
- こんな娘はすぐヤれる！！オナニー週6回でも満たされない！パンチラ撮り放題で有名な無防備コスプレイヤー（ハート）まき20歳 T166 B85（E-CUP） W60 H86（6月7日、DANDY）※【パンチラ撮り放題で有名な無防備コスプレイヤーと僕の家賃1万5千円の風呂なし部屋で二人きり 『結果、無洗包茎チ○ポを何度も愛してくれるマジ天使でした』】の配信版です
- まり（6月16日、パコッター）
- 百戦錬磨のナンパ師のヤリ部屋で、連れ込みSEX隠し撮り 070 まり 20歳 大学3年生（6月21日、ナンパTV）
- まり 2（6月24日、パコッター）
- マジ軟派、初撮。 1116 まり 20歳 大学生(保育学部2年生) （7月9日、ナンパTV）
- 【美大生】19歳【超恥ずかしがり屋】まりちゃん参上！造形学部に通う彼女の応募理由は『親からの仕送りなくて、バイトだけでは生活費と学費を支払えないから…』【ボンビーガール】しかしなんとも言えない可愛らしさ！【絶妙美少女】エッチな質問すると極端に恥ずかしがる始末！人生初の【オナ見せ】顔真っ赤！いざSEXもド緊張状態で【心臓バクバク】が、しかし！アソコからは何やらピチャピチャいやらしい音が！『恥ずかし過ぎて濡れちゃった…♪』嘘つけっ！金欠は本当？『はい』エッチ好きは本当？『わかんなぃ♪』嘘つけっ！19歳。若さゆえの【天邪鬼】そんなところも超可愛い美大生は【連続イキ】で大興奮！あぁ〜「わかんない」とか言いたいな〜w（7月24日、ARA）
- 【必見！ウブな初イキ】子ども大好き女子大生は子作り行為も大好き！なはずが⇒真面目な見た目通り未だ膣エクスタシー知らず⇒「男の人みたくイったのがわかりやすいといいのに」⇒いやいや、貴女方も出るもの出ますよ⇒初・潮噴き⇒下付きま○こをバックでパコパコして初・膣イキ！⇒ダブルで初モノいただきましたの巻！：私立パコパコ女子大学 女子大生とトラックテントで即ハメ旅 Report.057（7月28日、プレステージプレミアム(PRESTIGE PREMIUM) ）
- エロエロ！AV面接 Case.01 （8月18日、黒船）
- 素人パンチラ in 自宅で個人撮影会 vol.039 元気いっぱいチアリーダー☆コスチューム☆現役K3モデル ナルちゃん　「アハハ…触りすぎですょぅ…少し…気持ちよくなってきちゃった」（8月31日、やみつき！いちごパンツ）
- 高杉さん（9月4日、ゲリラ）
- ねとられ 旅館の跡取り娘がゲス客に（9月7日、ドバドバ大作戦/HERO）
- まり（10月26日、％OFF）
- ギャップ好きにはたまらない！一見大人しそうな高杉麻里ちゃんがオッサンたち相手にエッチな本性まる出しで夜這いや乱交するスケベAV！（11月9日、ドバドバ大作戦/HERO）
- まり(22)（11月21日、Sメイド）
- まり 2(22)（11月21日、Sメイド）
- MARI(20)（11月24日、％OFF）

2019年
- まり（1月21日、俺の素人）
- さき（3月5日、黒船. ）
- マリ（3月7日、俺の素人）
- まり（6月29日、黒船提督）
- 高杉麻美（8月14日、HAPPY FISH）
- SEXに没頭しすぎて記憶がブッ飛ぶ！激イキしながら悶絶フェラ！口とマ○コを同時に犯される濃密3Pセックス！潮吹き→中イキ→潮吹き→中イキを何度も繰り返す！最後は2人分の特濃ザーメンをお顔ぶっかけ！どうせ覚えてないので滅茶苦茶ヤッたった＜エロい娘限定ヤリマン数珠つなぎ！！～あなたよりエロい女性を紹介してください～33発目＞（9月3日、街角シロウトナンパ）
- ゆきえ（9月21日、ハメドリネットワーク）
- ゆきえ 2（10月2日、ハメドリネットワーク）
- マジ軟派、初撮。 1398 ラグビーワールドカップで盛り上がる新宿で美女2人をホールド！！祝杯ムードからの乱交スクラムでまとめてトライ！！試合より熱いタッチダウンを彼女たちにキメるwww（10月13日、ナンパTV）
- 若ママのデカ尻に即ズボ！欲求不満な身体は他人棒を求めて疼きだし…（10月23日、しろうとまんまん）
- まりママ(25)（10月30日、しろうとまんまん）
- ラグジュTV 1180 「童貞を卒業したばかりの年下セフレじゃ満足できない…」と自らAV出演！久々の激しいSEXにスイッチが入り妖艶な表情を浮かべ、圧倒的快感に嬉しそうな喘ぎ声が部屋中に響く！（11月11日、ラグジュTV）
- まり（11月15日、S-CUTE）
- 困り顔が超キュートな一途娘が≪彼氏のために≫初めての浮気セックス（11月28日、しろうとまんまん）
- たかまり(18)（12月5日、しろうとまんまん）
- イキたいの？まだダメっ！！寸止め焦らしオイル手コキ（12月6日、プレステージ）
- まりちゃん（12月19日、J●調査隊 チームK）
- Mさん（12月20日、俺の素人）

2020年
- まり（1月28日、俺の素人）
- フェラチオシンデレラ 1（2月7日、SODクリエイト）
- エチエチすぎる舌技レロレロベロチュー手コキで射精待った無し！ 3（2月7日、プレステージ）
- まり（2月14日、俺の素人）
- まり(20)（2月15日、意識不明ちゃん）
- 【検証AV】 食レポ中に媚薬を混ぜた料理を食べたらどうなる？（2月17日、アキノリ）
- 既婚者チ×ポに中出しさせる淫欲女子は…逆NTR現場を見られた奥さんの嫉妬で濡れたマ×コも喰いまくる。 女子大生まり編（3月16日、ナチュラルハイ）

2021年
- 麻里（2月11日、シロウトタッチ）
- 旅セックス Reboot 麻里（3月2日、シロウトタッチ）※ 麻里（2月11日）と同一内容。
- まり（7月21日、素人ワンチャン sroc004）
- まり(21)（7月21日、素人ワンチャン sroc015）
- まり 2（10月7日、素人ワンチャン）
- まり 3（10月7日、素人ワンチャン）

2023年
- しおりん（11月22日、ぎがdeれいん）

2024年
- まりちゃん（6月27日、ウーマンコレクション）※「まりちゃん（20」名義
- まり〜まり 17（6月27日〜12月16日、ウーマンコレクション）※「まり（20」名義
- MARI〜MARI 3（7月27日、ウーマンコレクション）※「MARI（20」名義
- まりさん 7〜まりさん 9（8月9日、ウーマンコレクション）※「まりさん（20」名義
- マリ 10〜マリ 12（9月13日、ウーマンコレクション）※「マリ（20」名義

2025年
- まり（2月2日、Beauty）

## 出演

### オリジナルビデオ
- マリの生きがい（2019年7月1日、エー・ビー・エンターテイメント）監督:宏彰[23]
- 危険な相手（2019年、?）監督:大崎広浩治[24]

### テレビ
- あべみかこのAAですけど何か?（2019年10月1日、11月2日、エンタ!959）

### アダルトサイト
- #722 Mari（S-CUTE）

## 音楽

### 配信
- 魅惑action（作詞作曲 : 高橋亮次、編曲：KAKKY）
- ドラキュラブ（作詞作曲編曲:高橋亮次×KAKKY）

## 出版

### 写真集
- 全まりすと。に告ぐ（2019年6月27日、ジーウォーク、撮影：天野功）ISBN 978-4862978974

### 雑誌
- 『DVDヨロシク!』2018年2月号（2017年12月21日、三和出版）